# アストレス
アストレスは、吉本興業主催、BSジャパン後援によるプロジェクト。

## 概要
アストレスとはアスリートとアクトレスを合わせたかばん語である。
2000年に「新世紀スター誕生 アクション・シンデレラ・オーディション」を開催し、合格者には吉本女子プロレスJd'での2年間のプロレス活動を通して、アクション女優を育成していく企画である。
同オーディションで4人がアストレス1期生に選ばれ、12月以降順次プロレスラーデビューしていき、その後も2期生から5期生まで続いた。アストレスの活動を追ったドキュメンタリーもBSジャパンで放送された。
2002年3月、1期生が卒業。しかし、1期生リーダーの大森彩乃が体調不良で卒業前に退団するといった誤算が生じた。
2003年には大森を除くアストレス1・2期生主演で「ワイルド・フラワーズ」が制作され、翌年4月に公開された。また、舞台も上演された。
なお、卒業後もプロレス活動を継続する者もおり、アクション女優として大成した者は出なかった（かろうじて石川美津穂と亜沙美が映画などに数本出演を果たした程度）。さらにJd'もJDスターへと経営母体が変わったこともあり、「プロレスを通じてアクション女優を育成する」当初の目論見は崩れた。
その後、亜沙美(川崎亜沙美)が2011年12月6日にNHK連続テレビ小説『カーネーション』にヒロイン小原糸子の二女・直子（成人期）役として出演することが発表されている。

## メンバー
1期生
- 大森彩乃
- 賀川照子
- 柏田千秋
- 古田圭子

2期生
- 石川美津穂
- 桜花由美
- 東城えみ

3期生
- 小粂あかね
- 秋山恵

4期生
- 亜沙美
- 風香

5期生
- 井上明子（プロレスデビュー前に退団）
- 丸山美和（アストレスオーディションを受けていたが不合格となり、一般レスラーとしてJd'に加入した）

## テレビ番組
BSジャパンにおいて、アストレスを追うドキュメンタリー番組が「ジャンヌ・ダルクへの道〜格闘美宣言〜」、「ViVa!アストレス」、「アストレスの美しき挑戦 アクションスターへの道」と形を変えながら放送された。

## アストレスとして出演した作品

### 映画
- ワイルド・フラワーズ

### 舞台
- 新木場☆ストアハウス〜青い空に見えた夢〜